# Селен-Трюсиль (аеропорт)
Скандинавський гірський аеропорт, також Аеропорт Селен-Трюсиль (швед. Sälen Trysil Airport (IATA: SCR, ICAO: ESKS)) — цивільний аеропорт у Даларна, Швеція, біля норвезького кордону.

## Термінал
Площа терміналу становить 6 000 м² і має чотири гейти (без телетрапів). Після перевірки є ресторан і крамниця, а у зовнішньому залі — кафе-автомат.

## Авіалінії та напрямки, квітень 2022
| Авіакомпанія                    | Пункт призначення                                     |
| ------------------------------- | ----------------------------------------------------- |
| Alsie Express                   | Сезонно: Сендерборг                                   |
| BRA Braathens Regional Airlines | Сезонно: Орхус, Гельсінборг, Мальме, Стокгольм–Бромма |
| Luxair                          | Сезонно: Люксембург                                   |
| Scandinavian Airlines           | Сезонний: Ольборг, Копенгаген, Лондон–Хітроу          |
| Transavia                       | Сезонний чартер: Гронінген                            |
| TUI fly Nordic                  | Сезонний чартер: Гетеборг, Мальме, Стокгольм–Арланда  |

## Пасажирообіг
Див. джерело запитів Вікіданих та джерела.